# フロム・ケイオス・トゥ・エターニティー
『フロム・ケイオス・トゥ・エターニティー』(From Chaos to Eternity)は2011年に発売されたイタリアのパワーメタルバンド、ラプソディー・オブ・ファイアの8thアルバム。

## 解説
- 「ダーク・シークレット・サーガ」シリーズの最終章
- 分裂前最後の作品となる。

## 収録曲
1. アド・インフィニトゥム - Ad Infinitum
2. フロム・ケイオス・トゥ・エターニティー - From Chaos to Eternity
3. テンペスタ・ディ・フオッコ - Tempesta di fuoco
4. ゴースツ・オブ・フォーゴトゥン・ワールズ - Ghosts of Forgotten Worlds
5. アニマ・ペルデュタ - Anima perduta
6. イーオンズ・オブ・レイジング・ダークネス - Aeons of Raging Darkness
7. アイ・ビロング・トゥ・ザ・スターズ - I Belong to the Stars
8. トルネード - Tornado
9. ヒーローズ・オブ・ザ・ウォーターフォールズ・キングダム - Heroes of the Waterfalls' Kingdom
I. ロ・スピリト・デッラ・フォレスタ - Lo Spiriyo Della Foresta
II.　レムル・オブ・セイクレッド・ウォーターフォールズ - Realm of Sacred Waterfalls
III. サナーズ・アウェイクニング - Thanor's Awakening
IV. ノーザン・スカイズ・エンフレイムド - Northern Skies Enflamed
V. ザ・スプレンダー・オブ・アンジェルズ・グローリー（ア・ファイナル・レヴェレイション） - The Splendour of Angels' Glory (A Final Revelation)
10. フラッシュ・オブ・ザ・ブレイド - Flash of the Blade (アイアン・メイデンのカバー）※
11. トルネード(インストゥメンタル) - Tornado (Instrumental)※

※日本盤ボーナス・トラック 
※海外限定盤 
1. Flash of the Blade

## メンバー
- Fabio Lione - vocals
- Luca Turilli - lead & rhythmic guitars
- Tom Hess - lead & rhythmic guitars
- Alex Staropoli - keyboards
- Patrice Guers - bass
- Alex Holzwarth - drums